# Pfarrer Braun: Bruder Mord
Bruder Mord ist ein deutscher Fernsehfilm von Dirk Regel aus dem Jahr 2005. Es handelt sich um die fünfte Episode der ARD-Kriminalfilmreihe Pfarrer Braun mit Ottfried Fischer in der Titelrolle.

## Handlung
Nachdem Braun vergeblich versucht hatte, im Harz abzunehmen, schickt Hemmelrath Braun diesmal zur Fastenkur in ein rheinisches, von einem Wassergraben umgebenes Kloster. Dort findet Armin, der Braun per Boot mit Würsten und Fleisch versorgt, den toten Pater Bonifatius. Dieser habe sich selbst umgebracht, meint Abt Nicodemus. Doch auch Pater Pankraz stirbt, beide hatten mit Übersetzungen von Texten zu tun, die beweisen, dass das Papsttum nicht auf Petrus zurückgeht und somit keine Grundlage habe. Der Abt wollte diese Brisanz vertuschen. Braun muss in einem Kloster ohne Strom und Internet – und zum ersten Male mit Erlaubnis des Bischofs – „kriminalisieren“.

## Hintergrund
Für Bruder Mord wurde an Schauplätzen im Rhein-Main-Gebiet, unter anderem im Kloster Eberbach gedreht. Die Erstausstrahlung fand Dienstag, den 31. März 2005 auf Das Erste und im ORF 1 statt.

Die Dienstorte im Rheintal
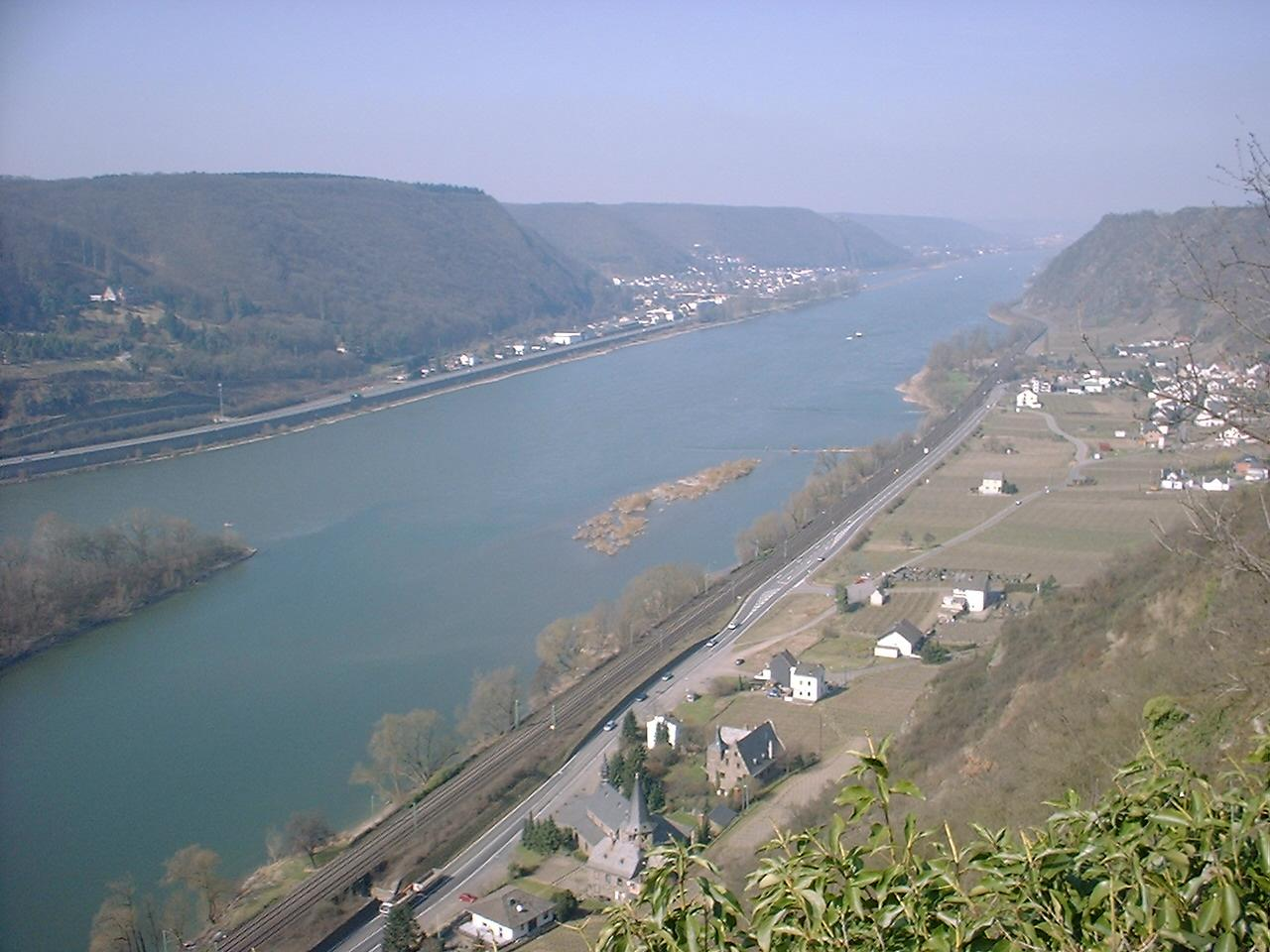
Im Rhein-Main-Gebiet spielen Teil 5 und 6, Teil 5 wurde im Kloster Eberbach gedreht
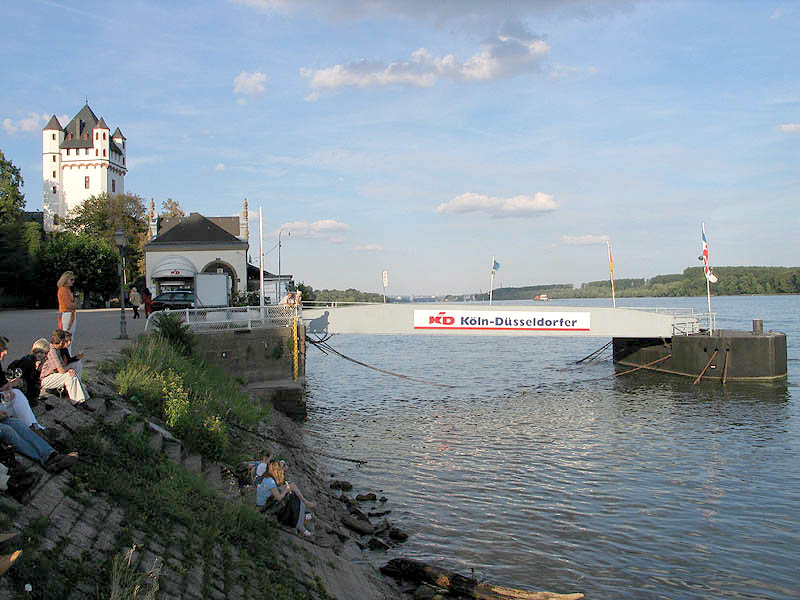
Insbesondere Eltville am Rhein war Schauplatz

## Kritik
Die Kritiker der Fernsehzeitschrift TV Spielfilm gaben dem Film eine mittlere Wertung, sie zeigten mit dem Daumen zur Seite. Sie konstatierten: „Behäbige Paterposse vor schöner Kulisse.“